# Fußball-Verbandsliga Schleswig-Holstein 1985/86
Die Verbandsliga Schleswig-Holstein wurde zur Saison 1985/86 das 39. Mal ausgetragen und bildete den Unterbau der drittklassigen Oberliga Nord. Die beiden erstplatzierten Mannschaften durften an der Aufstiegsrunde zur Oberliga Nord teilnehmen. Die Mannschaften auf den beiden letzten Plätzen mussten in die Landesliga absteigen.

## Vereine
Im Vergleich zur Saison 1984/85 veränderte sich die Zusammensetzung der Liga folgendermaßen: Keine Mannschaft war in die Oberliga Nord auf-, während auch keine Mannschaft aus Schleswig-Holstein aus der Oberliga Nord abgestiegen war. Die beiden Absteiger hatten die Verbandsliga verlassen und wurden durch die beiden Aufsteiger TSB Flensburg und VfL Kellinghusen (beide erstmals in der höchsten Amateurliga Schleswig-Holsteins) ersetzt.
| Verein                   | Stadt               | Kreis               | Qualifikation                      |
| ------------------------ | ------------------- | ------------------- | ---------------------------------- |
| Itzehoer SV              | Itzehoe             | Steinburg           | Meister 1984/85                    |
| Eutin 08                 | Eutin               | Ostholstein         | 2. Platz 1984/85                   |
| FC Kilia Kiel            | Kiel                |                     | 3. Platz 1984/85                   |
| VfB Lübeck               | Lübeck              |                     | 4. Platz 1984/85                   |
| NTSV Strand 08           | Timmendorfer Strand | Ostholstein         | 5. Platz 1984/85                   |
| VfR Neumünster           | Neumünster          |                     | 6. Platz 1984/85                   |
| TSV Westerland           | Westerland          | Nordfriesland       | 7. Platz 1984/85                   |
| BSC Brunsbüttel          | Brunsbüttel         | Dithmarschen        | 8. Platz 1984/85                   |
| TSV Plön                 | Plön                | Plön                | 9. Platz 1984/85                   |
| TSV Nord Harrislee       | Harrislee           | Schleswig-Flensburg | 10. Platz 1984/85                  |
| Wiker SV                 | Kiel                |                     | 11. Platz 1984/85                  |
| 1. FC Phönix Lübeck      | Lübeck              |                     | 12. Platz 1984/85                  |
| Heider SV                | Heide               | Dithmarschen        | 13. Platz 1984/85                  |
| Blau-Weiß Friedrichstadt | Friedrichstadt      | Nordfriesland       | 14. Platz 1984/85                  |
| TSB Flensburg            | Flensburg           |                     | Aufsteiger aus der Landesliga Nord |
| VfL Kellinghusen         | Kellinghusen        | Steinburg           | Aufsteiger aus der Landesliga Süd  |

## Saisonverlauf
Die Meisterschaft und Teilnahme an der Aufstiegsrunde sicherte sich der Itzehoer SV. Als Zweitplatzierter durfte der Heider SV ebenfalls teilnehmen. Beide beendeten ihre Gruppen auf dem letzten Platz und mussten dem SV Atlas Delmenhorst bzw. SVG Göttingen 07 den Vortritt lassen. Der NTSV Strand 08 musste die Verbandsliga nach elf Jahren wieder verlassen, BSC Brunsbüttel nach neun Spielzeiten.

### Tabelle
| Pl. | Verein                   | Sp. | S  | U  | N  | Tore    | Diff. | Punkte |
| --- | ------------------------ | --- | -- | -- | -- | ------- | ----- | ------ |
| 1.  | Itzehoer SV (M)          | 30  | 20 | 6  | 4  | 068:310 | +37   | 46:14  |
| 2.  | Heider SV                | 30  | 18 | 8  | 4  | 064:290 | +35   | 44:16  |
| 3.  | 1. FC Phönix Lübeck      | 30  | 14 | 10 | 6  | 047:310 | +16   | 38:22  |
| 4.  | VfR Neumünster           | 30  | 12 | 10 | 8  | 052:330 | +19   | 34:26  |
| 5.  | TSV Nord Harrislee       | 30  | 13 | 8  | 9  | 060:510 | +9    | 34:26  |
| 6.  | TSB Flensburg (N)        | 30  | 13 | 8  | 9  | 063:550 | +8    | 34:26  |
| 7.  | VfB Lübeck               | 30  | 13 | 6  | 11 | 053:420 | +11   | 32:28  |
| 8.  | Eutin 08                 | 30  | 11 | 8  | 11 | 060:480 | +12   | 30:30  |
| 9.  | Blau-Weiß Friedrichstadt | 30  | 10 | 10 | 10 | 055:460 | +9    | 30:30  |
| 10. | TSV Plön                 | 30  | 11 | 8  | 11 | 035:330 | +2    | 30:30  |
| 11. | FC Kilia Kiel            | 30  | 9  | 7  | 14 | 036:510 | −15   | 25:35  |
| 12. | VfL Kellinghusen (N)     | 30  | 9  | 6  | 15 | 051:670 | −16   | 24:36  |
| 13. | TSV Westerland           | 30  | 9  | 6  | 15 | 042:690 | −27   | 24:36  |
| 14. | Wiker SV                 | 30  | 8  | 7  | 15 | 041:560 | −15   | 23:37  |
| 15. | NTSV Strand 08           | 30  | 6  | 10 | 14 | 048:640 | −16   | 22:38  |
| 16. | BSC Brunsbüttel          | 30  | 2  | 6  | 22 | 030:990 | −69   | 10:50  |

| (M) | Staffelsieger der Verbandsliga Schleswig-Holstein 1984/85 |
| (A) | Absteiger aus der Oberliga Nord 1984/85                   |
| (N) | Aufsteiger aus der Landesliga Schleswig-Holstein 1984/85  |